# Nyctiphrynus mcleodii
El chotacabras prío (Nyctiphrynus mcleodii) es una especie de ave Caprimulgiforme de la familia Caprimulgidae endémica de México.

## Distribución geográfica
Es un ave endémica del oeste de México, estando naturalmente en una zona entre Tijuana a Jalisco la zonas estimada donde se encuentra esta ave está estimada en unos 190.000 km².

## Hábitat
El hábitat de esta especie se ubica en selvas tropicales o subtropicales, sobre todo en las regiones montanas.